# Fo' Clips
Fo’ Clips (ur. w Compton, zm. 1995) – amerykański raper.
W 1993 odkrył go Ronnie Ron i zaproponował mu udział w grupie Bloods & Crips. Fo' zgodził się i podpisał kontrakt z Warlock Records. Zaczął nagrywać pod pseudonimem "Young Malcolm". 
W 1995 postanowił wydać swój album. Album nosi nazwę Just Be Thankful (wydany w 1995).
Kilka dni przed wydaniem Just Be Thankful, Fo’ Clips został zastrzelony w drive-by.

## Dyskografia

### Albumy (Solo)
| Tytuł albumu     | Data wydania | Wytwórnia       |
| ---------------- | ------------ | --------------- |
| Just Be Thankful | Maj 1995     | Quality Records |

### Albumy (z Bloods & Crips)
| Tytuł albumu                           | Data wydania | Wytwórnia         |
| -------------------------------------- | ------------ | ----------------- |
| Bangin' on Wax                         | 1993         | Dangerous Records |
| Bangin' on Wax 2... The Saga Continues | 1994         | Dangerous Records |